# سینا میچل
سیِنا میچل (به انگلیسی: Seanna Mitchell) (زادهٔ ۲ ژوئیهٔ ۱۹۸۸) شناگر اهل کانادا است.